# Gyilkos sorok
A Gyilkos sorok (eredeti cím: Murder, She Wrote, a cím körülbelül: Gyilkosság [történt], ahogy Ő [meg]írta) egy népszerű, sok epizódot megélt amerikai bűnügyi televíziós sorozat Angela Lansbury főszereplésével, aki egy krimiregényírót és amatőr nyomozót alakít Jessica Fletcher szerepében. A sorozat 12 évadot foglal magába, melyet 1984 és 1996 között forgattak. Magyarországon először az RTL Klub mutatta be 1997. október 28-án.

## Eredete, forrása
A Gyilkos sorok (Murder, She Wrote) első adására 1984. szeptember 30-án került sor. A televíziózás eddigi egyik leghosszabb lefutású bűnügyi sorozata. Mely lehet, meg se valósult volna olyan producerek nélkül, mint Richard Levinson és William Link, akik már korábban is sikereket értek el az 1975-ös hetenként leadott Ellery Queen című, szintén bűnügyi televíziósorozattal. Ez a sorozat egy évad után lezárult, de Levinson és Link elkötelezte magát a legjobban eladott gyilkossági, misztikus-bűnügyi regényíró fogalma mellett. Aki valós gyilkossági ügyeket fejt meg, amikor éppen nem az írógépe mellett írja le az eseményeket. A férfi főszereplőről női főszereplőre és a jóképű, szórakozott fiatal, fontoskodó emberről egy középkorú, talpraesett özvegyasszonyra való váltással eme két producer képes volt egyezkedni az amerikai CBS televízióval; előtételként felállítva a saját "bűnügyi-rejtély regényíró és amatőr nyomozó" hősüket. Mely mintegy 12 éven át beváltotta az ígért hatást, hisz a sorozat vetítését siker koronázta.

## Szereplők

### Fő(bb) szereplők
- Angela Lansbury…(1984–1996) Magyar hangja: Kassai Ilona
- William Windom…(1985–1996) Magyar hangja: Gruber Hugó, Forgács Gábor
- Ron Masak…(1988–1996)
- Keith Michell…(1988–1993)
- Michael Horton…(1984–1995)
- Debbie Zipp…(1988–1990)
- Genie Francis…(1984–1990)
- Alan Oppenheimer…(1991)
- Julie Adams…(1987–1993)
- Tom Bosley…(1984–1988) Magyar hangja: Kránitz Lajos, Versényi László
- James Sloyan…(1990–1991)
- Richard Paul…(1986–1991)
- Ken Swofford…(1990–1991)
- Louis Herthum…(1991–1996)
- Hallie Todd…(1990–1991)
- Will Nye…(1988–1991)
- Jerry Orbach…(1985–1991)

### Vendég szereplők
- René Auberjonois ("Mourning Among the Wisterias", 1988)
- Adrienne Barbeau ("Jessica Behind Bars", 1985; "The Bottom Line is Murder", 1987)
- Robert Beltran ("Double Jeopardy", 1993; "Time to Die", 1994)
- Sonny Bono ("Just Another Fish Story", 1988)
- James Caviezel ("Flim Flam", 1995)
- George Clooney ("No Laughing Murder", 1987)
- Courteney Cox ("Death Stalks the Big Top", 1986)
- Marcia Cross ("Ever After", 1992)
- Linda Kelsey ("Capitol Offense", 1985; "Jessica Behind Bars", 1985; "Track of a Soldier", 1996)
- Gerald McRaney ("A Quaking In Aspen", 1995)
- Kate Mulgrew ("The Corpse Flew First Class", 1987; "Ever After", 1992; "The Dying Game", 1994)
- Megan Mullally ("Coal Miner's Slaughter", 1988)
- Leslie Nielsen ("My Johnny Lies Over the Ocean", 1985; "Dead Man's Gold", 1986)
- Cynthia Nixon ("Threshold of Fear", 1993)
- David Ogden Stiers ("Corned Beef & Carnage", 1986; "An Egg To Die For", 1994; "Death By Demographics", 1996)
- Adrian Paul ("Danse Diabolique", 1992)
- Joaquin Phoenix ("We're Off to Kill the Wizard", 1984)
- Lynn Redgrave ("It's a Dog's Life", 1984)
- Tom Selleck ("Magnum On Ice", 1986)
- Billy Zane ("A Very Good Year for Murder", 1988)

## Nemzetközi megjelenések
A "Gyilkos sorok"-kat számos országban sugározták, sugározzák és ismétlik mind a mai napig.
| Ország                    | Csatorna('k)                                               | Cím                                                | Fordítás                                            | Nyelv                       |
| ------------------------- | ---------------------------------------------------------- | -------------------------------------------------- | --------------------------------------------------- | --------------------------- |
| Amerikai Egyesült Államok | CBS, USA Network, A&E, Biography Channel, Hallmark Channel | Murder, She Wrote                                  | Gyilkosság [történt], ahogy Ő [meg]írta             | angol                       |
| Ausztrália                | TV1                                                        | Murder, She Wrote                                  | Gyilkosság [történt], ahogy Ő [meg]írta             | angol                       |
| Ausztria                  | ORF Puls 4                                                 | Mord ist ihr Hobby                                 | Gyilkosság a Hobbija                                | német szinkronizált         |
| Belgium                   | VTM                                                        | Murder, She Wrote                                  | Gyilkosság [történt], ahogy Ő [meg]írta             | angol, holland feliratozva  |
| Brazília                  | Universal Channel                                          | Assassinato por Escrito                            | Írott Gyilkosság                                    | portugál szinkronizált      |
| Chile                     | Canal 13 (Chile)                                           | Reportera del crimen                               | A Krimi Tudósítója                                  | spanyol szinkronizált       |
| Csehország                | TV Nova                                                    | To je vražda, napsala                              | Gyilkosság [történt], ahogy Ő [meg]írta             | cseh szinkronizált          |
| Dánia                     | DR 2                                                       | Hun så et mord                                     | Gyilkosságot Látott                                 | angol, dán feliratozva      |
| Finnország                | YLE TV1                                                    | Murhasta tuli totta                                | A Gyilkosság Valóra Válik                           | angol, finn feliratozva     |
| Fülöp-szigetek            | GMA Network, RJTV 29                                       | Murder, She Wrote                                  | Gyilkosság [történt], ahogy Ő [meg]írta             | angol                       |
| Franciaország             | La Cinq, TF1, TV Breizh                                    | Arabesque                                          | Fantasztikus                                        | francia szinkronizált       |
| Görögország               | Star Channel                                               | Η συγγραφέας ντετέκτιβ                             | A Detektív Író                                      | angol, görög feliratozva    |
| Hollandia                 | RTL 8                                                      | Murder, She Wrote                                  | Gyilkosság [történt], ahogy Ő [meg]írta             | angol, holland feliratozva  |
| Horvátország              | HRT AXN                                                    | Ubojstvo, napisala je                              | Gyilkosság [történt], ahogy Ő [meg]írta             | angol, horvát feliratozva   |
| Írország                  | RTÉ One                                                    | Murder, She Wrote                                  | Gyilkosság [történt], ahogy Ő [meg]írta             | angol                       |
| Japán                     | NHK, Mystery Channel, LaLa TV, Chiba TV, Gunma TV          | Jessica obasan no jikenbo                          | Jessica Néni Ügyaktái                               | japán szinkronizált         |
| Kanada                    | CBS, A&E                                                   | Murder, She Wrote                                  | Gyilkosság [történt], ahogy Ő [meg]írta             | angol                       |
| Kanada: Québec            | TQS                                                        | Elle écrit au meurtre                              | Gyilkosságról ír/Gyilkosságot "zeng"                | francia szinkronizált       |
| Lengyelország             | 13th Street Universal AXN Crime AXN                        | Napisała: Morderstwo                               | Gyilkosság [történt], ahogy Ő [meg]írta             | angol, lengyel              |
| Magyarország              | RTL Klub Viasat 3 AXN White(ex-AXN Crime) TV4 Story4 TV2   | Gyilkos sorok                                      | Gyilkos sorok                                       | magyar szinkronizált        |
| Mexikó                    | Universal Channel                                          | La reportera del crimen                            | A Krimi Tudósítója                                  | spanyol szinkronizált       |
| Nagy-Britannia            | ITV, Granada Plus, BBC One, UKTV Gold, UKTV Drama          | Murder, She Wrote                                  | Gyilkosság [történt], ahogy Ő [meg]írta             | angol                       |
| Németország               | ARD, RTL, Super RTL                                        | Immer, wenn sie Krimis schrieb, Mord ist ihr Hobby | Mindig a Gyilkosság a Hobbija,, amikor Krimiket Írt | német szinkronizált         |
| Norvégia                  | TV3                                                        | Jessica Fletcher                                   | Jessica Fletcher                                    | angol, norvég feliratozva   |
| Olaszország               | Rai Uno                                                    | La signora in giallo                               | A Sárgaruhás Hölgy (egy szójátékos cím)             | olasz szinkronizált         |
| Oroszország               | НТВ, Домашний                                              | Она написала убийство                              | Gyilkosság [történt], ahogy Ő [meg]írta             | orosz szinkronizált         |
| Portugália                | RTP 1                                                      | Crime, Disse Ela                                   | Gyilkosság [történt], ahogy Ő Mondta                | angol, portugál feliratozva |
| Románia                   | Pro Cinema, TVR3, Disney Channel                           | Verdict: Crima                                     | Ítélet: Gyilkosság                                  | angol, román feliratozva    |
| Spanyolország             | TVE, Calle 13                                              | Se ha escrito un crimen                            | Megíródott egy Gyilkosság                           | spanyol szinkronizált       |
| Spanyolország: Katalónia  | TV3                                                        | S'ha escrit un crim                                | Megíródott egy Gyilkosság                           | katalán szinkronizált       |
| Spanyolország: Galicia    | TVG                                                        | Escribiuse un crime                                | Megíródott egy Gyilkosság                           | galiciai szinkronizált      |
| Svédország                | TV3                                                        | Mord och inga visor                                | Gyilkosság és nem Dallamok (egy szójátékos cím)     | angol, svéd feliratozva     |
| Szlovákia                 | Markíza                                                    | To je vražda, napísala                             | Gyilkosság [történt], ahogy Ő [meg]írta             | szlovák szinkronizált       |
| Szlovénia                 | Kanal A                                                    | Umor je napisala                                   | Gyilkosság [történt], ahogy Ő [meg]írta             | angol, szlovén feliratozva  |
| Törökország               | Star TV, Kanal D                                           | Cinayet Dosyası                                    | Gyilkossági Akták                                   |                             |
| Uruguay                   | Monte Carlo Televisión (Canal 4)                           | Reportera del crimen                               | Krimi Tudósító                                      | spanyol szinkronizált       |